# Skotsk whist
Skotsk whist, eller med ett alternativt engelskt namn catch the ten, är ett kortspel som går ut på att spela hem stick. Trots namnet är skotsk whist inte något egentligt whist-spel. Poäng utdelas inte bara för vunna stick utan också för vissa hemtagna kort, bland annat tian i trumffärgen. Deltagarna spelar var för sig och inte tillsammans med en partner. Vanligtvis används en kortlek med 36 kort (utan 2:or t.o.m. 5:or).